# 불린 그라운드
불린 그라운드(Boleyn Ground)는 잉글랜드의 축구 경기장이다. 업턴 파크(Upton Park)라는 별칭으로 더 유명하다. 잉글랜드 프리미어리그에 참가하고 있는 런던을 연고로 하는 잉글랜드의 축구 팀 웨스트햄 유나이티드의 홈구장으로 1904년부터 2016년까지 사용된다. 그리고 2016년부터는 웨스트햄 유나이티드가 이곳에서 런던 올림픽 스타디움으로 홈구장을 이전하여 99년 동안 사용할 예정이다. 웨스트햄 유나이티드의 새로운 홈구장 런던 올림픽 스타디움은 잔디와 육상 트랙이 함께 있는 올림픽 경기장이자 다목적 경기장이고 런던 올림픽 스타디움의 수용 인원 규모는 80,000명의 대규모이다.